# 동서동 (사천시)
동서동(東西洞)은 대한민국 경상남도 사천시의 동이다. 면적은 9.73km2이고, 인구는 2016년 3월 31일을 기준으로 3,778세대 8,218명이다.

## 개요
동서동은 시민의 등산로인 각산 자락에 위치하고 한려해상의 중심지에 6개의 유인도와 10개의 무인도로 둘러쌓인 동서동은 수산물과 해상 유람선관광의 요충지로서, 2006년 5월 건교부가 선정한"한국의 아름다운 길 100선"에서 대상의 영예를 안은 길이 3.4km의 삼천포대교와 전국 9대 일몰의 하나인 실안낙조가 어우러진 아름다운 경관과 맛과 품질이 우수한 죽방렴 멸치와 빠른 물살에서 자란 싱싱한 활어등 신선한 수산물이 풍부한 천혜의 지역이다.

## 법정동
- 동동(東洞)
- 서동(西洞)
- 대방동(大芳洞)
- 실안동(實安洞)
- 마도동(馬島洞)
- 늑도동(勒島洞)
- 신수동(新樹洞)

## 관광
- 창선삼천포대교
- 실안낙조
- 대방진굴항

#### 문화재
- 늑도패총
- 대방진굴항
- 각산산성
- 각산봉화대
- 마도갈방아

## 교육
- 대방초등학교
  - 실안분교 (폐교) - 사천시 해안관광로 52 (실안동)
  - 마도분교 (폐교) - 사천시 마도길 23-43(마도동)
- 실안초등학교 저도분교 (폐교) - 사천시 저도길 17-11 (마도동)
- 삼천포초등학교 신수도분교 (폐교) - 사천시 신수서길 1-46 (신수동)
- 삼천포초등학교 늑도분교 (폐교) - (늑도동)
- 삼천포초등학교 신도분교 (폐교) - 사천시 신도길 37-21 (늑도동)
- ??초등학교 초양(도)분교 (폐교) - 사천시 초양길29(늑도동)